# El Pilar

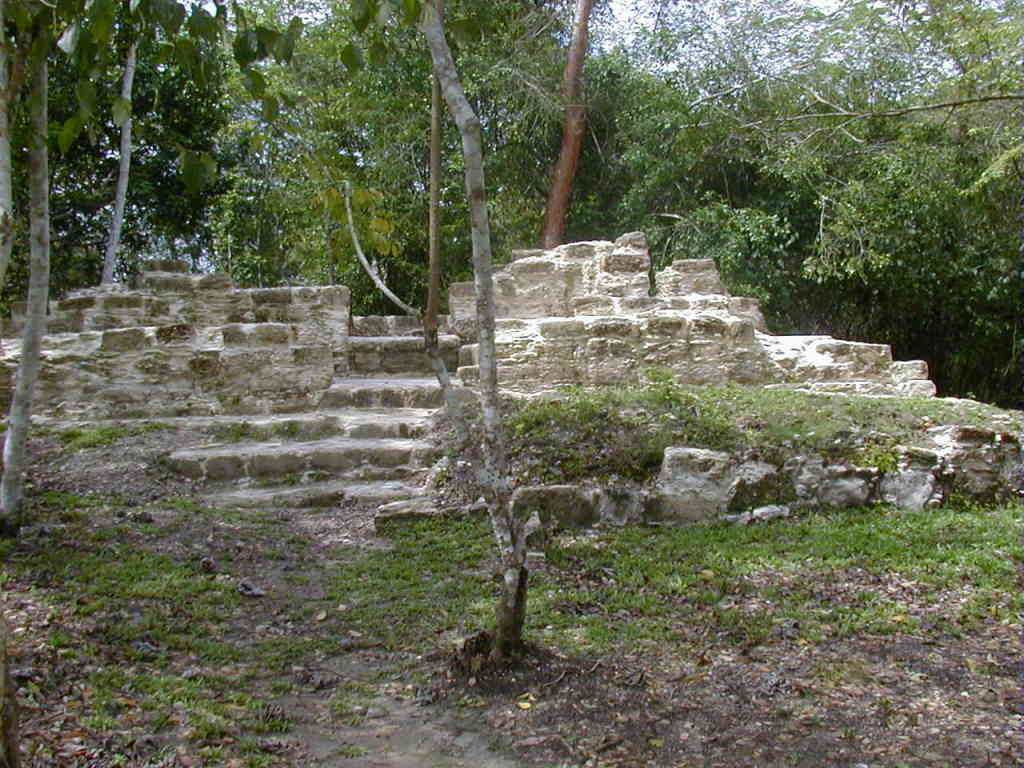
Tzunu'un in El Pilar

El Pilar ist der Name einer Maya-Ruinenstätte in der Provinz Cayo in Belize (Mittelamerika), rund 50 Kilometer Luftlinie von Tikal in Guatemala entfernt. Besiedelt war die Anlage von etwa 500 v. Chr. bis 1000 n. Chr. In der Neuzeit wurde El Pilar in den 1970er Jahren wiederentdeckt, eine vollständige Untersuchung begann jedoch erst 1993.
El Pilar gehörte zu den großen Mayastädten im Upper Belize River Valley und verfügt über etwa 15 große Pyramiden mit 25 Plazas und vielen Nebengebäuden. Sechs breite Wege durchziehen drei Ortsteile – das Gesamtgebiet ist etwa 40 Hektar groß. In der Hochzeit lebten vermutlich 20.000 Menschen in der Stadt. Im Gegensatz zu anderen Maya-Ruinen wurde die Anlage in El Pilar noch nicht vollständig ausgegraben und rekonstruiert, ist somit aber auch besser vor äußeren Einflüssen geschützt.